# Kaple Jména Panny Marie (Třtěno)
Kaple Jména Panny Marie ve Třtěně je sakrální stavba stojící na návsi obce Třtěno. Duchovní správou spadá pod farnost Chožov, která je součástí farní kolatury lounského děkanství.

## Historie
Kaple Jména Panny Marie byla nákladem obce postavena v roce 1870. Zasvěcení kaple Jménu Panny Marie zavedl pro celou církev papež Inocenc XI. a je připomínkou bitvy u Vídně datované na 12. září 1683, kdy polský král Jan III. Sobieski zvítězil na početným tureckým vojskem. Původně se tato památka slavila v oktávu svátku Narození Panny Marie, ale při liturgické reformě papeže Pia X. v roce 1912 byla přeložena na 12. září.

## Architektura
Jedná se o jednolodní podélnou stavbu s polokruhovým závěrem. Má nárožní pilastry, trojúhelný štít a vížku. Uvnitř má kaple plochý strop. Závěr a vítězný oblouk jsou polokruhové.

## Zařízení
K vybavení kaple patří novobarokní oltář s obrazem Panny Marie. Dále obraz sv. Václava z 2. poloviny 18. století, který je v rokokovém rámku a barokní obraz Svaté rodiny.